# Nephropsis stewarti
Nephropsis stewarti is een kreeftensoort uit de familie van de Nephropidae. De wetenschappelijke naam van de soort is voor het eerst geldig gepubliceerd in 1872 door Wood-Mason.